# Лемуан, Эмиль
Эмиль Мишель Гиацинт Лемуан (фр. Émile Michel Hyacinthe Lemoine; 22 ноября 1840; Кемпер — 21 февраля 1912, Париж) — французский инженер-строитель, математик, в частности, геометр. Он получил образование в различных учреждениях, в том числе в Национальном военном училище франции и, в первую очередь, в Политехнической школе Франции. Лемуан преподавал в качестве частного преподавателя в течение короткого периода после его окончания Политехнической школы. В последующие годы он работал инженером-строителем в Париже, и он также был большим любителем (непрофессионалом) в музыке. Он основал музыкальное общество «Труба» (La Trompette) за что Р. Роллан назвал его «подлинным отцом камерной музыки в Париже».
Лемуан стал известным благодаря доказательству существования точки Лемуана (или точки пересечения трех симедиан треугольника). Другая математическая работа включает в себя систему, которую он назвал (буквально) «Геометрография» (Géométrographie) и методу, который связан с построением алгебраических (математических) выражений для геометрических объектов. Он также считается одним из основателей современной геометрии треугольника, так как многие из его характеристик присутствуют в его работе.

## Биография

### Ранние годы (1840—1869)
Лемуан родился в Кемпере (департамент Финистер) 22 ноября 1840 года в семье отставного капитана, принимавшего участие в военной кампании в Первой Французской империи после 1807 года. Будучи ребенком, он учился в средней школе для сыновей офицеров (Prytanée National Militaire) в Ля Флеше (La Flèche; департамент Сарта). Он учился в этой школе благодаря тому, что его отец помог основать школу. В этот ранний период он опубликовал статью во французском математическом журнале-ежегоднике (Nouvelles Annales de Mathématiques|Nouvelles annales de mathématiques), где обсудил новые свойства треугольника.
Лемуан был принят в Политехническую школу в Париже в возрасте двадцати лет, в тот же год, когда умер его отец. Там он в качестве студента играл на трубе и помог основать любительский музыкальный политехнический ансамбль, названный Труба (La Trompette), для которого Камиль Сен-Санс сочинил несколько пьес. После окончания в 1866 году он рассчитывал на карьеру в сфере закона, но он был потрясен тем, что его защита идей республики и либерально-религиозные взгляды были отвергнуты французским правительством того времени — времени Второй Французской империи. Поэтому вместо этого он стал учиться и преподавать в различных учреждениях в течение этого периода, учась под руководством J. Kioes в специальной школе архитектуры и в горном училище Парижа, под руководством Уве Яннсена в школах саами, под руководством Шарля Адольфа Вюрца в школе изобразительных искусств и в школе медицины. Лемуан посещал лекции в различных научных учреждениях в Париже и преподавал в качестве частного репетитора в течение всего периода, прежде чем принять назначение в качестве профессора в Политехнической школе.

### Ранний период жизни (1870—1887)

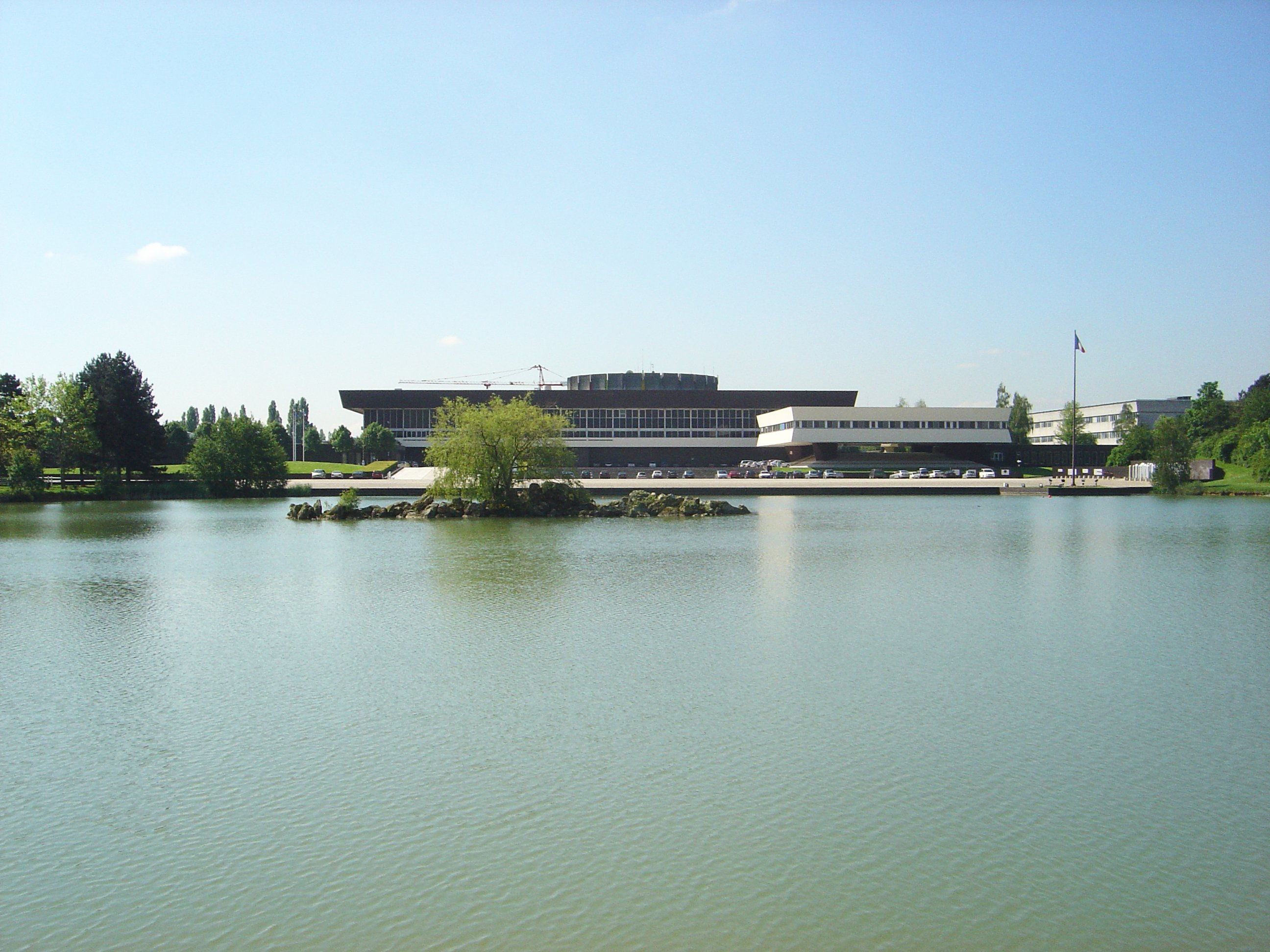
Политехническая школа Франции (École Polytechnique)

В 1870 году из-за болезни гортани он был вынужден прервать свое обучение и взял краткий отпуск в Гренобль. Когда же он вернулся в Париж, то опубликовал обзор некоторых из его оставшихся математических исследований. Он также участвовал и основал несколько научных обществ и журналов, таких как Франциузское математическое общество (Société Mathématique de France), и Физический журнал (Journal de Physique), и  физическое общество  (Société de Physique), все в 1871 году. Как член и учредитель  Французской ассоциации содействия развитию науки " (Association Française pour l’Avancement des Sciences), " Лемуан представлен в его наиболее известной работе «Заметки о свойствах точки пересечения линий, антипараллельных медианам треугольника» (Note sur les propriétés du centre des médianes antiparallèles dans un triangle) в 1874 году на заседании Ассоциации в Лилле (Lille). В центре внимания данной статьи точка, которая носит сегодня его имя. Большинство результатов, обсуждаемых в статье относились к различным концентрическим точкам (конциклическим или коциклическим точкам или concyclic or cocyclic points), расположенным на одном и том же расстоянии от центра окружности (All concyclic points are the same distance from the center of the circle).
Лемуан служил во французской армии в течение следующих лет после публикации его самых известных работ. Он был уволен из армии на пенсию во время Парижской Коммуны. Впоследствии он стал инженером-строителем в Париже. В своей карьере на этом поприще, он поднялся до ранга главного инспектора, должности, которую он занимал до 1896 года. Как главный инспектор, он был ответственным за поставку городу газа

### Более поздние годы (1888—1912)
Во время своего пребывания на посту инженера, Лемуан написал Трактат по поводу. построения с помощью циркуля и линейки под названием «Геометрография, или Искусство геометрических построений» (La Géométrographie ou l’art des constructions géométriques). Он его считал своей самой большой работой, несмотря на тот факт, что трактат не был хорошо встречен критикой. Первоначальное его название было Простые измерения в математических науках (De dans les sciences mathématiques), и первоначальная идея для текст обсуждала концепции, разработанные Лемуаном относительно всей математики. Однако временные ограничения ограничивает сферу применения этого трактата. Вместо первоначальной идеи Лемуан предлагает упрощение производственного процесса для ряда основных операций с циркулем и линейкой. Он представил этот документ на заседании "Французской ассоциации  (Association Française) в Оране, Алжире в 1888 г. Однако в этом документе не вызвала большого интереса к энтузиазму золота у математиков. Несколько других статей опубликованы Лемуаном на основе его системе построений в том же году, в том числе  Простые измерения в геометрических построений  (Sur la mesure de la simplicité dans les constructions géométriques) в трудах (Comptes rendus) французской академии наук. Он опубликовал дополнительно несколько статей по этой теме в журнале математических заметок (Mathesis (journal) (1888), в  Журнале элементарной математики  (Journal des mathématiques élémentaires) (1889), в «Ежегодном математическом вестнике» (Annales de Mathématiques, Nouvelles annales de mathématiques) (1892), и в самоиздате «Геометрографические или художественные геометрические построения» («La Géométrographie ou l’art des constructions géométriques»), который был представлен на заседании «французской ассоциации» («Association Française») в префектуре Пау в районе (округе) Атлантических Пиренеев Франции (Pau, Pyrénées-Atlantiques) в 1892 году и снова на Безансон (Besançon) в 1893 году, и в Кане (Caen) (Нормандия) в 1894 году
После этого Лемуан опубликовал другую серию работ, в которых он определил, что такое «непрерывное преобразование» («transformation continue»="continuous transformation"), в которых он связанные математическими уравнениям геометрические объекты. Смысл его определения «непрерывное преобразование» отличается от современного определения геометрических преобразований (Transformation (geometry)). Его работы по этому вопросу включали следующие: " О систематических преобразованиях треугольника, связанных с формулами (Sur les transformations systématiques des formules relatives au triangle) (1891),  Изучение нового непрерывного преобразования  (Étude sur une nouvelle transformation continue) (1891), правило аналогий в треугольнике и уточнение некоторых аналогий в так называемое преобразование непрерывного преобразования  (Une règle d’analogies dans le triangle et la spécification de certaines analogies à une transformation dite transformation continue) (1893) и  Применение тетраэдра при непрерывном преобразовании (Applications au tétraèdre de la transformation continue) (1894).
В 1894 году Лемуан стал одним из сооснователей другого обзорного математического журнала под названием  Промежуточная математика (L’intermédiaire des mathématiciens) вместе с Чарльзом Лайзантом (Charles Laisant), с кем он дружил в Политехнической школе. Лемуан планировал издавать такой журнал с начала 1893 г., но он был слишком занят, чтобы издать его. На обеде с Лайзантом в марте 1893 года он предложил идею этого журнала. Лайзант упрашивал его создать журнал, и поэтому они пошли издателю Готье-Виллару (Gauthier-Villars), который и издал первый выпуск в январе 1894 года. Лемуан служил первым редактором журнала и занимал эту должность в течение нескольких лет. Через год после того, как началось издание журнала, он прекратил математические исследования, но продолжал поддерживать эту тематику. Лемуан умер 21 февраля 1912 года в своем родном городе Париже.

## Вклад в науку
Труды Лемуана легли в основу современной геометрии треугольника. Журнал «Американский Математический ежемесячник» (American Mathematical Monthly), опубликовавший большую часть его работ, заявил, что ни один из других геометров более, чем на Эмиль Мишель Гиацинт Лемуан не удостоился чести начать движение в направлении современной геометрии треугольника. На ежегодном заседании Парижского университета, Парижской академии наук в 1902 года Лемуан получил 1000 франков — Премию Французской академии наук (Francœur prize), которую он получал в течение нескольких лет

### Точка Лемуана и круги Лемуана
По поводу «Точки Лемуана и кругов Лемуана» см. Точка Лемуана

## Список избранных работ (фр. яз.)
- Sur quelques propriétés d’un point remarquable du triangle (О некоторых свойствах замечательной точки треугольника ) (1873 г.)
- Note sur les propriétés du centre des médianes antiparallèles dans un triangle( Заметки о свойствах точки пересечения линий, антипараллельных медианам треугольника (симедианам) )(1874 г.)
- Sur la mesure de la simplicité dans les tracés géométriques ( Мера простоты геометрических компоновок ) (1889 г.)
- Sur les transformations systématiques des formules relatives au triangle ( О систематических преобразованиях треугольника по формулам ) (1891 г.)
- Sur les transformations systématiques des formules relatives au triangle ( О систематических преобразованиях треугольника по формулам  (1891 г.)

Sur les transformations systématiques des formules relatives au triangle ( Изучение нового непрерывного преобразования в треугольнике) (1891 г.)
- La Géométrographie ou l’art des constructions géométriques( Геометрография, или Искусство геометрических построений) (1892 г.)
- Une règle d’analogies dans le triangle et la spécification de certaines analogies à une transformation dite transformation continue( Правило аналогий в треугольнике и спецификации некоторых аналогий при так называемой трансформации непрерывного преобразования ) (1893 г.)
- Applications au tétraèdre de la transformation continue( Применение тетраэдра при непрерывном преобразовании ) (1894 г.)
- Note on Mr. George Peirce's Approximate Construction for pi(Примечание о приближенном построении г-на Джордж Пирса для числа пи) (болг.) // Bull. Amer. Математика Soc.. — 1902. — Т. 8, бр. 4. — С. 137—148

Статья Лемуана на http://www.ams.org/journals/bull/1902—08—04/S0002—9904—1902—00864—1/. doi:10.1090/s0002—9904—1902—00864—1..